# آن دينهولم
آن دينهولم Anne Denholm هي عازفة هارب ويلزية  ولدت في كارمارثينشاير، وشغلت منصب عازفة القيثارة الرسمية لأمير ويلز من عام 2015 إلى عام 2019. 
حصلت دينهولم على درجة الماجستير في عام 2015 من الأكاديمية الملكية للموسيقى (RAM) بامتياز.
في يوليو 2015، تم تعيينها عازفة القيثارة الرسمية لصاحب السمو الملكي أمير ويلز، وهي الفنانة الخامسة التي تشغل هذا المنصب منذ إعادته إلى منصبه في عام 2000.
في 19 مايو 2018، عزفت في حفل زفاف الأمير هاري وميغان ماركل. 